# 吴白匋
吴白匋（1906年—1992年），原名征铸，字白匋，以字行，笔名陶甫、笔名刘导黄，晚年自号无隐室主人，男，江苏仪征人，中国戏曲作家、昆曲评论家，曾任中华诗词学会顾问。

## 家庭
祖父吴筠孙。父亲吴启贤（佑人），母亲刘钟璇。弟弟吳徵鑑、吳徵鎧、吳徵鎰，四人合称吴氏四杰。